# Els Verds/Aliança Lliure Europea
Els Verds/Aliança Lliure Europea (Els Verds/ALE) és un grup polític del Parlament Europeu format per quatre partits: el Partit Verd Europeu, l'Aliança Lliure Europea, Volt Europa i el Partit Pirata Europeu, així com diputats independents.
Es va formar al 1999 fruit de la unificació dels Verds amb l'ALE, els quals ja van compartir grup a l'antecessor Arc de Sant Martí, però es van separar a la tercera i quarta legislatures del Parlament Europeu.

## Objectius
Els objectius del grup són:
- Construir una societat respectuosa amb els drets fonamentals i la justícia mediambiental: el dret a l'autodeterminació, a l'habitatge, a la sanitat, a l'educació, a la cultura i a una qualitat de vida elevada.
- Aprofundir en la democràcia, la descentralització i la participació directa dels ciutadans als processos de decisió.
- Construir una Unió Europea basada en el principi de subsidiarietat, la llibertat dels pobles i la solidaritat.
- Reorientar la Unió Europea, que està influenciada exageradament per la concepció econòmica, vers els valors socials, culturals i ecològics.

## Membres actuals (10è Parlament Europeu)
| Estat         | Partit                                                                        | Partit Europeu | Partit Europeu   | Diputats |
| ------------- | ----------------------------------------------------------------------------- | -------------- | ---------------- | -------- |

Eurodiputats dels Verds/ALE (2019-2024). En verd fosc estats membres amb més d'un eurodiputat, en verd clar estats amb un únic representant.

| Àustria       | Els Verds Die Grünen – Die Grüne Alternative (Grüne)                          |                | EGP              | 2 / 20   |
| Bèlgica       | Ecolo                                                                         |                | EGP              | 1 / 8    |
| Bèlgica       | Verds Groen                                                                   |                | EGP              | 1 / 12   |
| Croàcia       | Podem! Možemo!                                                                |                | EGP              | 1 / 12   |
| Txèquia       | Partit Pirata Txec Česká pirátská strana (Piráti)                             |                | PPEU             | 1 / 21   |
| Dinamarca     | Esquerra Verda Socialistisk Folkeparti (SF)                                   |                | EGP              | 3 / 15   |
| Finlàndia     | Lliga Verda Vihreä liitto (Vihr.)                                             |                | EGP              | 2 / 15   |
| França        | Europa Ecologia-Els Verds Europe Écologie Les Verts (EELV)                    |                | EGP              | 5 / 81   |
| Alemanya      | Aliança 90/Els Verds Bündnis 90/Die Grünen (Grüne)                            |                | EGP              | 12 / 96  |
| Alemanya      | Partit Ecològic Democràtic Ökologisch-Demokratische Partei (ÖDP)              |                | EFA (individual) | 1 / 96   |
| Alemanya      | Volt Alemanya Volt Deutschland                                                |                | Volt             | 3 / 96   |
| Itàlia        | Europa Verda Europa Verde (EV)                                                |                | EGP              | 3 / 76   |
| Letònia       | Els Progressistes Progresīvie                                                 |                | EGP              | 1 / 9    |
| Lituània      | Unió de Demòcrates "Per Lituània" Demokratų sąjunga „Vardan Lietuvos“; (DSVL) |                | EGP              | 1 / 11   |
| Luxemburg     | Els Verds Déi Gréng (DG)                                                      |                | EGP              | 1 / 6    |
| Països Baixos | Esquerra Verda GroenLinks (GL)                                                |                | EGP              | 4 / 31   |
| Països Baixos | Volt Països Baixos Volt Nederland                                             |                | Volt             | 2 / 31   |
| Romania       | Independent Nicolae Ștefănuță                                                 |                | Independent      | 1 / 33   |
| Eslovènia     | Vesna - Partit Verd VESNA – zelena stranka                                    |                | EGP              | 1 / 9    |
| Espanya       | Esquerra Republicana de Catalunya (ERC)                                       |                | EFA              | 1 / 61   |
| Espanya       | Catalunya en Comú                                                             |                | EGP (associat)   | 1 / 61   |
| Espanya       | Coalició Compromís                                                            |                | EGP/EFA          | 1 / 61   |
| Espanya       | Bloc Nacionalista Gallec Bloque Nacionalista Galego (BNG)                     |                | EFA              | 1 / 61   |
| Suècia        | Partit Verd Miljöpartiet de gröna (MP)                                        |                | EGP              | 3 / 21   |
| EU            | Total                                                                         | Total          | Total            | 53 / 705 |

## Anteriors composicions

### 9è Parlament Europeu
| Estat         | Partit                                                                           | Partit Europeu | Partit Europeu   | Diputats |
| ------------- | -------------------------------------------------------------------------------- | -------------- | ---------------- | -------- |
| Àustria       | Els Verds Die Grünen – Die Grüne Alternative (Grüne)                             |                | EGP              | 3 / 19   |
| Bèlgica       | Ecolo                                                                            |                | EGP              | 2 / 8    |
| Bèlgica       | Verds Groen                                                                      |                | EGP              | 1 / 12   |
| Txèquia       | Partit Pirata Txec Česká pirátská strana (Piráti)                                |                | PPEU             | 3 / 21   |
| Dinamarca     | Esquerra Verda Socialistisk Folkeparti (SF)                                      |                | EGP              | 2 / 14   |
| Finlàndia     | Lliga Verda Vihreä liitto (Vihr.)                                                |                | EGP              | 3 / 14   |
| França        | Europa Ecologia-Els Verds Europe Écologie Les Verts (EELV)                       |                | EGP              | 11 / 79  |
| Bretanya      | Unió Democràtica de Bretanya Unvaniezh Demokratel Breizh (UDB)                   |                | EFA              | 1 / 79   |
| Còrsega       | Fem Còrsega Femu a Corsica (FaC)                                                 |                | EFA (individual) | 1 / 79   |
| Alemanya      | Aliança 90/Els Verds Bündnis 90/Die Grünen (Grüne)                               |                | EGP              | 21 / 96  |
| Alemanya      | Partit Ecològic Democràtic Ökologisch-Demokratische Partei (ÖDP)                 |                | EFA (individual) | 1 / 96   |
| Alemanya      | Partit Pirata d'Alemanya Piratenpartei Deutschland (Piraten)                     |                | PPEU             | 1 / 96   |
| Alemanya      | Volt Alemanya Volt Deutschland                                                   |                | Volt             | 1 / 96   |
| Alemanya      | Independent Nico Semsrott                                                        |                | Independent      | 1 / 96   |
| Itàlia        | Moviment 24 d'Agost Piernicola Pedicini                                          |                | EFA              | 1 / 76   |
| Itàlia        | Independents Ignazio Corrao, Rosa D'Amato                                        |                | Independent      | 2 / 76   |
| Irlanda       | Partit Verd Comhaontas Glas                                                      |                | EGP              | 2 / 13   |
| Lituània      | Unió Lituana d'Agricultors i Verds Lietuvos valstiečių ir žaliųjų sąjunga (LVŽS) |                | Cap              | 2 / 11   |
| Luxemburg     | Els Verds Déi Gréng (DG)                                                         |                | EGP              | 1 / 6    |
| Països Baixos | Esquerra Verda GroenLinks (GL)                                                   |                | EGP              | 3 / 29   |
| Polònia       | Independent Sylwia Spurek                                                        |                | Independent      | 1 / 52   |
| Portugal      | Independent Francisco Guerreiro                                                  |                | Independent      | 1 / 21   |
| Romania       | Partit Verd Partidul Verde - Verzii                                              |                | EGP              | 1 / 33   |
| Catalunya     | Esquerra Republicana de Catalunya (ERC)                                          |                | EFA              | 2 / 59   |
| Galícia       | Bloc Nacionalista Gallec Bloque Nacionalista Galego (BNG)                        |                | EFA              | 1 / 59   |
| Suècia        | Partit Verd Miljöpartiet de gröna (MP)                                           |                | EGP              | 3 / 21   |
| EU            | Total                                                                            | Total          | Total            | 72 / 705 |

## Resultats electorals
| Any                | Escons   | +/– |
| ------------------ | -------- | --- |
| 1999               | 48 / 626 | 48  |
| 2004               | 42 / 732 | 6   |
| 2009               | 55 / 736 | 13  |
| 2014               | 50 / 751 | 5   |
| 2019               | 74 / 751 | 24  |
| 2020 (post-Brexit) | 69 / 705 | 5   |
| 2024               | 53 / 720 | 16  |

## Lideratges del grup

### Presidents
El grup manté dos copresidents, un dels quals ha de ser una dona.
| Co-President       | Co-President  | Inici | Final | Estat    | Partit               | Co-Presidenta   | Co-Presidenta | Inici   | Final    | Estat                | Partit               |
| ------------------ | ------------- | ----- | ----- | -------- | -------------------- | --------------- | ------------- | ------- | -------- | -------------------- | -------------------- |
| Paul Lannoye       |               | 1999  | 2004  | Bèlgica  | Ecolo                | Heidi Hautala   |               | 1999    | 2004     | Finlàndia            | Lliga Verda          |
| Daniel Cohn-Bendit |               | 2004  | 2014  | Alemanya | Aliança 90/Els Verds | Monica Frassoni |               | 2004    | 2009     | Itàlia               | Federació dels Verds |
| Daniel Cohn-Bendit | Rebecca Harms | 2004  | 2014  | Alemanya | Aliança 90/Els Verds |                 | 2009          | 2016    | Alemanya | Aliança 90/Els Verds |                      |
| Philippe Lamberts  | Rebecca Harms |       | 2014  | 2024     | Bèlgica              | Ecolo           | 2009          | 2016    | Alemanya | Aliança 90/Els Verds |                      |
| Philippe Lamberts  | Ska Keller    |       | 2014  | 2024     | Bèlgica              | Ecolo           | 2016          | 2022    | Alemanya | Aliança 90/Els Verds |                      |
| Philippe Lamberts  | Terry Reintke |       | 2014  | 2024     | Bèlgica              | Ecolo           | 2022          | present | Alemanya | Aliança 90/Els Verds |                      |
| Bas Eickhout       | Terry Reintke |       | 2024  | present  | Països Baixos        | GroenLinks      | 2022          | present | Alemanya | Aliança 90/Els Verds |                      |

### La Mesa
La nova direcció del grup durant la desena legislatura del Parlament Europeu.
| Càrrec                             | Membre                  | Partit               | Partit Europeu | Partit Europeu |
| ---------------------------------- | ----------------------- | -------------------- | -------------- | -------------- |
| Co-President                       | Bas Eickhout            | GroenLinks           |                | EGP            |
| Co-President                       | Terry Reintke           | Aliança 90/Els Verds |                | EGP            |
| Tresorer i Vice-President          | Kira Marie Peter-Hansen | Esquerra Verda       |                | EGP            |
| Vice-President                     | Alice Bah Kuhnke        | Partit Verd          |                | EGP            |
| Vice-President                     | Marie Toussaint         | Els Ecologistes      |                | EGP            |
| Vice-President                     | Virginijus Sinkevičius  | Unió de Demòcrates   |                | EGP            |
| Vice-President                     | Ignazio Marino          | Europa Verda         |                | EGP            |
| Vice-President                     | Sergey Lagodinsky       | Aliança 90/Els Verds |                | EGP            |
| President de la delegació de l'ALE | Diana Riba              | Esquerra Republicana |                | EFA            |